# 胡劲军
胡劲军（1967年11月—），男，浙江宁波人，中国政治人物，曾任上海市电影局局长，中央广播电视总台副台长等职务。现任中共广东省委常委、宣传部部长。

## 生平
胡劲军中学就读于上海市杨浦高级中学，是于漪的学生。1986年考入复旦大学新闻学院，期间与吴晓波主办校学生会机关报《复旦人》，大四时当选复旦大学学生会主席，并获得首届宝钢奖学金。1990年7月毕业后进入解放日报社工作，历任编辑、记者、评论员和社团委书记。1994年4月调入中共上海市委宣传部新闻出版处工作，1995年5月晋升副处长。1996年8月26日启程赴美，担任《新民晚报》驻美国记者站首批记者。
1998年4月起，历任中共上海市委宣传部宣传处副处长（正处级）、共青团上海市委常委、上海市青年联合会副主席。1999年4月，任上海卫星电视中心党总支书记、副主任、副总编辑。2000年4月，任上海东方电视台党委副书记、台长、总编辑。2001年8月，任上海文广新闻传媒集团党委副书记、执行副总裁。2002年10月，任文汇新民联合报业集团党委副书记、副社长。2003年春，在上海交通大学安泰经济与管理学院进修高级管理人员工商管理硕士。2003年11月，又兼任新民晚报社党委书记、总编辑。2006年11月，兼任上海世博会事务协调局副局长。2007年，升任文汇新民联合报业集团社长。
2010年7月，任上海申迪（集团）有限公司党委副书记、总裁。2011年6月，受聘为同济大学经济与管理学院复杂工程管理研究院高级研究员。2011年9月，受聘为“上海城市旅游形象推广咨询顾问”。2011年12月，任上海市文化广播影视管理局党委副书记，市文物局局长。2012年2月，任上海市文化广播影视管理局局长。2015年9月，任中共上海市委宣传部副部长。2019年1月，任上海市电影局局长。2020年初，接替调任国家广播电视总局副局长的朱咏雷，担任中共上海市委宣传部常务副部长。2020年8月，任中共上海市委对外宣传领导小组办公室（上海市人民政府新闻办公室）主任。
2023年2月5日，任中央广播电视总台副台长，指导涉港澳台评论、台属公司改革、重点项目建设、财务管理服务等工作。2025年2月，调任中共广东省委常委、宣传部部长。